# Louis-Guillaume Otto
Pour les articles homonymes, voir Otto.
Louis-Guillaume Otto, comte de Mosloy (1753 ou 1754 - 9 novembre 1817) est un diplomate français sous Louis XVI (outre-atlantique pendant la guerre d'indépendance des États-Unis), pendant la Révolution française et sous Napoléon (ambassadeur au Royaume-Uni pour négocier la paix d'Amiens, en Bavière et en Autriche).

## Biographie
Louis-Guillaume Otto, futur comte de Mosloy, voit le jour, selon les sources, soit à Strasbourg en 1753 soit à Kork près de Kehl, dans le margraviat de Bade, le 7 août 1754.
Il devient l'élève de Christophe-Guillaume Koch et l'ami d'Emmanuel-Joseph Sieyès.
En 1779 il part aux États-Unis d'Amérique en tant que secrétaire particulier du chevalier de La Luzerne. Dans ce tout jeune pays, il succède en mai 1785 à François Barbé-Marbois comme secrétaire de légation puis assure par deux fois l'intérim de ses chefs comme chargé d'affaires. George Washington et les principaux membres du Congrès américain l'honorent de leur amitié.
Il épouse en 1790 à New York la fille de St John de Crèvecœur. 
Il rentre en France fin 1792. Peu après, le Comité de salut public le nomme chef de la première division politique des relations extérieures. Mais la journée révolutionnaire du 31 mai 1793, qui voit la chute des Girondins, provoque sa destitution et son arrestation. Il passe alors fort près de la guillotine.
Il suit ensuite Emmanuel-Joseph Sieyès à Berlin, en tant que secrétaire de légation, puis y reste comme chargé d'affaires quand son ami est élu Directeur.
En 1800, il est nommé à Londres, d'abord comme commissaire pour l'échange des prisonniers de guerre, puis comme ministre plénipotentiaire.
Il reçoit la soumission au Concordat de quatre évêques exilés français en Grande-Bretagne. 
Un article paru à Londres, dans Paris pendant l'année 1801, déchaine la colère de Napoléon, Otto est chargé de protester  auprès du gouvernement anglais, mais lord Cornwallis est réticent. Otto reçoit l'ordre d'une mise en demeure. Finalement c'est un procès qui est fait au propriétaire du journal, Jean-Gabriel Peltier en février 1803.
Chargé d'entamer des négociations de paix avec le cabinet britannique, il négocie en 1801 les préliminaires de la paix d'Amiens.
L'année 1803 le voit en poste à Munich, à la cour de l'Électeur de Bavière. En 1805, son influence sur l'Électeur lui vaut de Napoléon une nomination au Conseil d'État et la plaque de grand-officier de la Légion d'honneur.
Nommé ambassadeur à Vienne en 1810, il y négocie les conditions du mariage de Napoléon avec l'archiduchesse Marie-Louise. L'Empereur lui témoigne sa gratitude en le créant comte de Mosloy en 1810. Lors de son séjour à Vienne, Louis-Guillaume Otto est naturellement en relation avec le comte Metternich, devenu chancelier de l'Empire, autre ancien élève de Koch.
Tenu à l'écart des affaires sous la première Restauration, il devient durant les Cent-Jours sous-secrétaire d'État aux Relations extérieures.
Il se retire de la vie politique au retour des Bourbons et meurt à Paris le 9 novembre 1817.
Louis-Guillaume Otto de Mosloy repose dans la 37e division du cimetière du Père-Lachaise.

## Fonctions ministérielles
- Sous-secrétaire d'État aux Affaires étrangères du 24 mars 1815 au 22 juin 1815 dans le second gouvernement personnel de Napoléon Ier.

## Armes
- « Écartelé, aux 1 et 4 fascé d'or et de sable ; au 2 d'argent à une loutre de sable issante d'une rivière d'azur engoulant un poisson d'or ; au 3 de gueules au lion léopardé d'or tenant un cœur d'argent ».

### Sources et bibliographie
- « Louis-Guillaume Otto », dans Louis-Gabriel Michaud, Biographie universelle ancienne et moderne : histoire par ordre alphabétique de la vie publique et privée de tous les hommes avec la collaboration de plus de 300 savants et littérateurs français ou étrangers, 2e édition, 1843-1865 [détail de l’édition], [lire en ligne]
- Jean-Yves Mariotte, « Louis Guillaume Otto de Mosloy », in Nouveau Dictionnaire de biographie alsacienne, vol. 29, p. 2929